# 威廉森角
69°11′S 158°0′E / 69.183°S 158.000°E
威廉森角（英語：Williamson Head）是南極洲的海岬，位於奧次地，處於德雷克角西北面11公里，該半島在1911年2月由羅伯特·斯科特率領的探險隊發現，現時由南極條約體系管理。